# Natasha Bodnarchuk
Natasha Bodnarchuk (* 13. Juni 1998 in Calgary) ist eine ehemalige kanadische Skispringerin.

## Werdegang
Bodnarchuk gab ihr internationales Debüt bei einem FIS-Springen im Februar 2016 in Whistler. Zwei Wochen später sprang sie bei den Junioren-Weltmeisterschaften 2016 in Râșnov. Im Einzel von der Normalschanze sprang sie dabei auf den 36. Platz. Im März sprang sie in Harrachov erstmals im FIS-Cup und erreichte auf Anhieb die Punkteränge. In Szczyrk feierte Bodnarchuk im Juli ihre ersten beiden Podestplätze in dieser Serie.
Im Februar 2016 gewann Natasha Bodnarchuk bei den Kanadischen Meisterschaften 2016 auf der Normalschanze im Whistler Olympic Park die Silbermedaille im Einzelwettbewerb hinter Eleora Hamming und vor Abigail Strate.
Am 26. August 2016 gab Bodnarchuk auf den Fichtelbergschanzen in Oberwiesenthal ihr Debüt im Skisprung-Continental-Cup. Dabei sprang sie bereits im ersten Springen als Sechste unter die besten zehn und überzeugte als Elfte auch im zweiten Springen. Auch in Lillehammer im September wurde sie Elfte. Zu Beginn des Winters 2016/17 kam sie in den Weltcupkader der Kanadier, verpasste aber in Lillehammer und Nischni Tagil die Punkteränge. Nach drei weiteren Springen im FIS- und Continental Cup reiste sie mit der Mannschaft nach Japan. Dort verpasste sie für beide Weltcups die Qualifikation. Bei den Junioren-Weltmeisterschaften 2017 in Park City erreichte sie von der Normalschanze im Einzel den 12. Platz. Im Teamspringen wurde sie mit Eleora Hamming, Nicole Maurer und Abigail Strate Sechste. Bei den folgenden zwei Weltcup-Springen in Pyeongchang erreichte Bodnarchuk ihre ersten beiden Platzierungen in den Punkterängen.
Bei den Nordischen Skiweltmeisterschaften 2017 in Lahti schied Bodnarchuk im Einzel von der Normalschanze als 40. bereits nach dem ersten Durchgang aus. Im Mixed-Team-Springen auf gleicher Schanze wurde sie gemeinsam mit Joshua Maurer, Taylor Henrich und MacKenzie Boyd-Clowes Zwölfte.
Ende 2021 beendete sie ihre Karriere.

## Erfolge

### Weltcup-Platzierungen
| Saison  | Platz | Punkte |
| ------- | ----- | ------ |
| 2016/17 | 44.   | 021    |